# 하누카 메노라

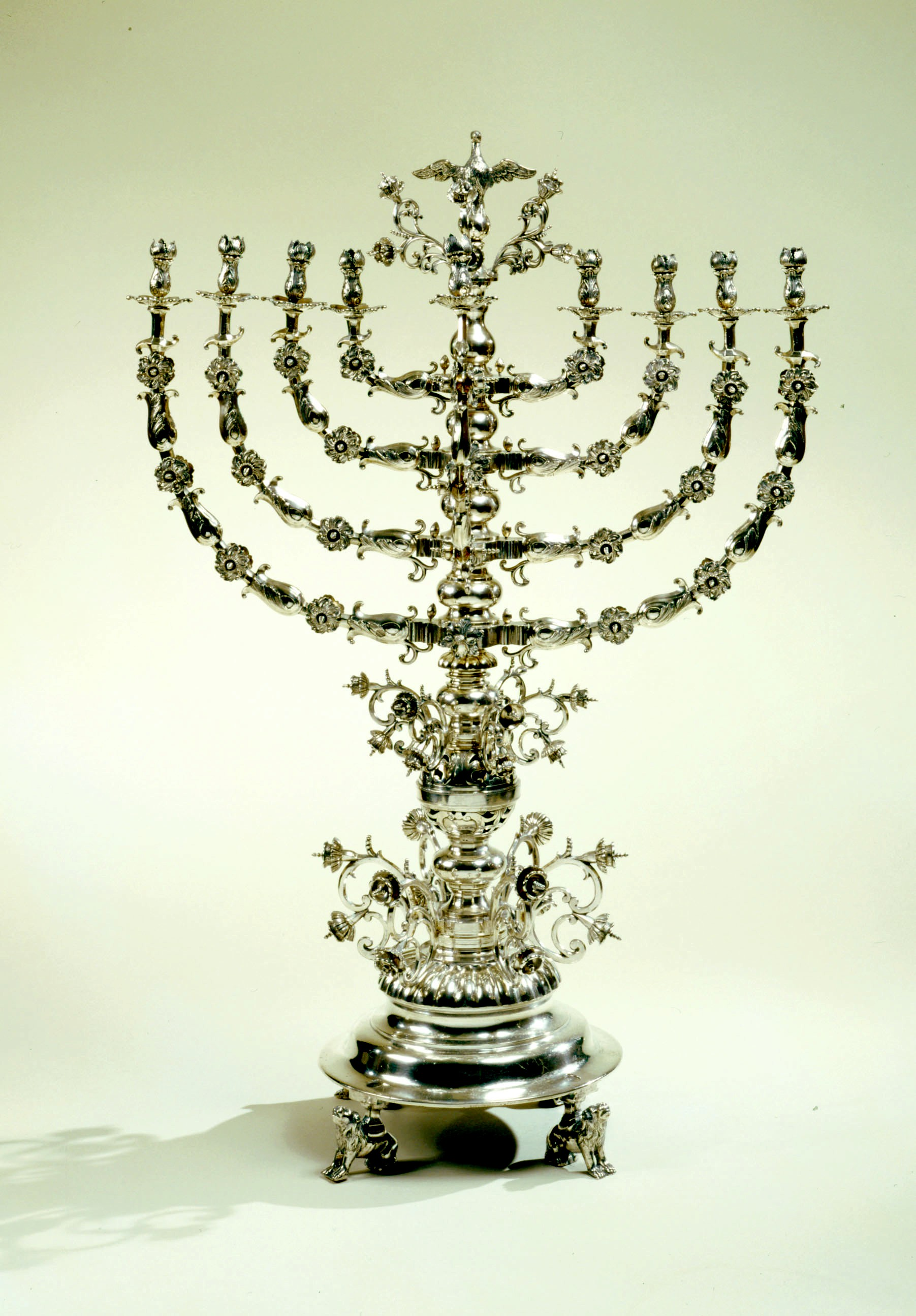
르바우의 하누카 램프. 유대인 박물관 (뉴욕)

하누카 메노라(Hanukkah menorah) 또는 하누키아(hanukkiah)는 하누카의 8일간의 유대인의 절기 동안 켜진 9개의 가지로 된 촛대이다. 9개의 가지 중 8개에는 명절의 8일 밤을 상징하는 조명(양초 또는 오일 램프)이 들어 있다. 매일 밤 전날 밤보다 조명을 하나씩 더 켜서 마지막 밤에는 8개의 가지 모두에 불이 붙는다. 아홉 번째 가지에는 샤마시("도우미" 또는 "하인")라고 불리는 양초가 있는데, 이 양초는 나머지 8개 가지에 불을 붙이는 데 사용된다.
하누카 메노라는 고대 예루살렘 성전에서 사용되었던 일곱 가지 메노라를 기념하지만 그것과는 구별된다. 일곱 개의 가지를 가진 메노라, 다윗의 별과 함께 유대 의식 예술품 중 가장 널리 생산되는 품목 중 하나이다.